# Mazarredia cristulata
Mazarredia cristulata är en insektsart som beskrevs av Bolívar, I. 1902. Mazarredia cristulata ingår i släktet Mazarredia och familjen torngräshoppor. Inga underarter finns listade i Catalogue of Life.